# Stanley, Iowa
Stanley là một thành phố thuộc quận Buchanan, tiểu bang Iowa, Hoa Kỳ. Năm 2010, dân số của thành phố này là 125 người.

## Dân số
Dân số qua các năm:
- Năm 2000: 128 người.
- Năm 2010: 125 người.